# Valenzuela (Gran Manila)
Valenzuela es una ciudad filipina de Gran Manila. Tiene 575.990 habitantes. La Autopista Luzón del Norte atraviesa la ciudad recorriendo Gran Manila hacia la provincia de Bulacán.
Valenzuela tiene un área de aproximadamente 45 km². Limita con Ciudad Quezon y Caloocan del Norte al este, Malabón y Caloocan del Sur al sur, Obando al oeste y Meycauayan al norte.

## Distritos y barangays

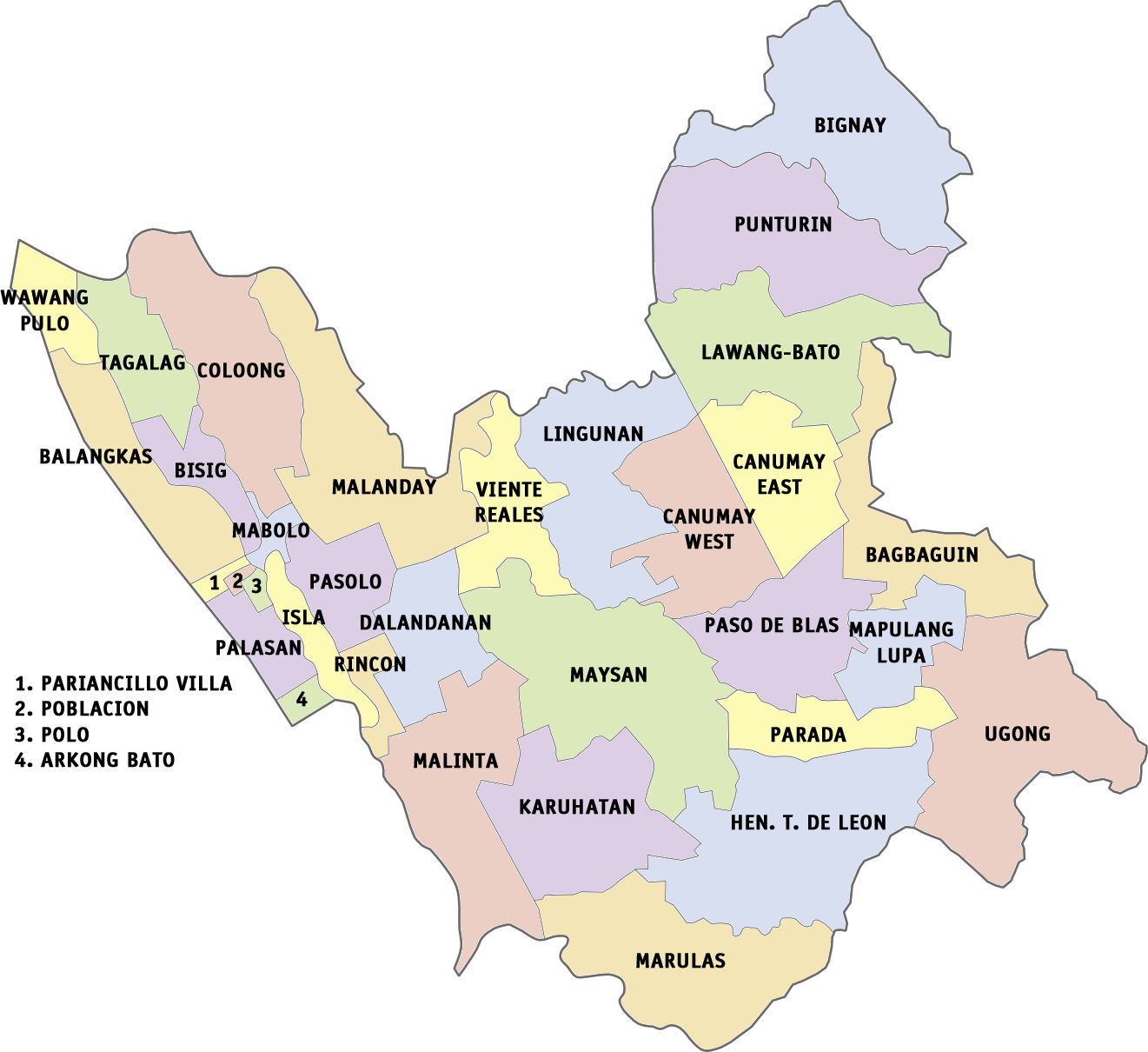
Political map of Valenzuela

Valenzuela se divide desde el punto de vista administrativo en 32 barangays, agrupados en varios distritos.
- Primer Distrito

| - Arkong Bato - Balangkas - Bignay - Bisig - Canumay del Este - Canumay del Oeste - Coloong - Dalandanan | - Isla - Lawang Bato - Lingunan - Mabolo - Malanday - Malinta - Palasán - Villa de Pariancillo | - Pasolo - Población - Polo - Punturín - Rincón - Tagalag - Veinte Reales - Wawang Pulo |  |

- Segundo Distrito

| - Gen. T. de Leon. - Karuhatan - Bagbaguin | - Mapulang Lupa - Maysan - Marulas | - Parada - Paso de Blas - Ugong |  |

## Ciudades hermanas
- Bucheon, Corea del Sur